# Rumfordia connata
 (mars 2025).
Espèce
Rumfordia connata est une espèce de plante à fleurs de la famille des Asteraceae endémique aux hautes altitudes des montagnes de la Sierra de la Laguna de la Basse-Californie du Sud où on la trouve rarement. Rumfordia connata a été découvert pour la première fois et décrit plus tard par Townshend Stith Brandegee en 1892.

## Description
Rumfordia connata est un arbuste ou une plante herbacée rarement vivace atteignant 2 m de haut et formant des masses remarquables de près d’un mètre de diamètre. Les tiges sont fistuleuses (creuses et en forme de roseau) et sont lâchement ramifiées, étant groupées à la base et très ramifiées au sommet. Les tiges ont un indumentum glanduleux-pubescent,.
Les feuilles sont pétiolées et ont souvent une base connée-perfoliée. Les pétioles peuvent être ailés, dentelés ou ondulés. Les feuilles sont disposées en sens opposé et espacées sur la tige par des entre-nœuds souvent un peu plus longs que la feuille. Les feuilles mesurent 3,3-15 cm de long et ont une pubescence hirsute,.

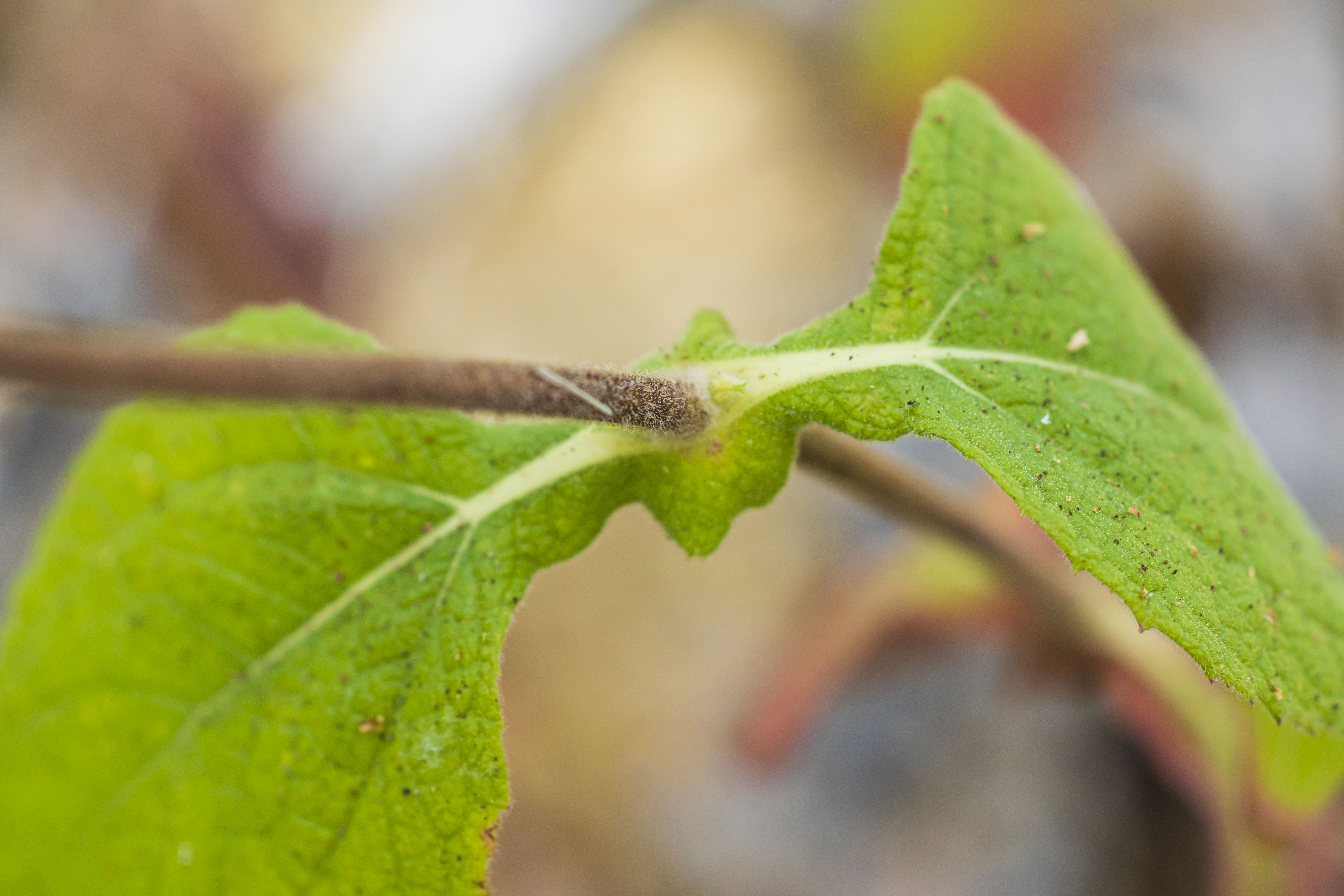
Les feuilles sont disposées de manière opposée chez Rumfordia connata avec leurs bases connées-perfoliées caractéristiques.

Les inflorescences sont constituées d’une panicule lâche portant un capitule sur de longs pédoncules. Les têtes mesurent 4-5 cm de large. Les rayons sont munis de pistils et sont fertiles. Les fleurons du disque sont bisexués (parfaits) et fertiles. Le réceptacle floral est plat ou légèrement convexe et porte des bractées réceptaculaires qui sous-tendent les fleurons. Les bractées involucrales internes sont bisériées, de  de la taille des involucres externes. Les involucres externes ressemblent au feuillage et s’étalent lâchement, en forme ovales, elliptiques à oblongues-lancéolées. Les akènes sont glabres, striés et de forme obovoïde, de 1 mm de long et sont légèrement comprimés obliquement, et sont vaguement entourés par les paléoles qui font environ deux fois leur longueur,. 

## Répartition et habitat
Rumfordia connata est endémique des hautes altitudes de la Sierra de la Laguna, la principale chaîne de montagnes à l’extrémité sud de la Basse-Californie du Sud, au Mexique. On le trouve généralement le long des ruisseaux et des arroyos dans les forêts de pins et de chênes de la Sierra de la Laguna. L’espèce est peu commune, mais se distingue par sa grande taille et ses fleurs,,.

## Systématique
Le nom correct complet (avec auteur) de ce taxon est Rumfordia connata Brandegee (d).
Ce taxon porte en anglais le nom vernaculaire ou normalisé suivant : Cape rumfordia.

### Publication originale
(en) Townshend Stith Brandegee, « A New Rumfordia from Lower California », Zoë, vol. 3, no 3,‎ 1892, p. 241–242 (lire en ligne)